# Wapen van Ilpendam

Het wapen van Ilpendam

Het wapen van Ilpendam werd officieel door de gemeente Ilpendam gebruikt van 22 oktober 1817 tot 1991, waarna de gemeente opging in de gemeente Waterland en deels in Landsmeer. Het wapen wordt sinds 1991 niet meer officieel gebruikt.

## Omschrijving
Het wapen van Ilpendam is gebaseerd op het wapen van de banne Westsanen of op het wapen van Holland-Henegouwen.
Er is ook een andere versie bekend, te weten een veld van azuur met in het schildhoofd het wapen van Holland-Henegouwen. In plaats van het wapen van Holland-Henegouwen (het huidige wapen) is er ook een versie bekend met alle leeuwen in keel. Deze versie is ook te zien in de kerk van het dorp. Uit het schetsboek van Frans Banning Cocq is nog een variant bekend uit 1650 met daarop drie zilveren ooievaars op turf trappers. De beschrijving daarvan luidt: "zijnde 3 witte oyevaers op gulde clompen, in een blauw veld".

### Blazoenering
De beschrijving van het wapen luidt als volgt: "Gevierendeeld; het eerste en vierde van goud beladen met een staande leeuw van sabel, het tweede en derde mede van goud, beladen met een staande leeuw van keel."
Dit betekent dat het wapen uit vier delen bestaat. Het eerste en het vierde deel (linksboven en rechtsonder) hebben een zwarte staande leeuw, het tweede en het derde (rechtsboven en linksonder) hebben een rode staande leeuw. Het wapen heeft geen schildhouder of kroon.

## Vergelijkbare wapens
De volgende (voormalige) gemeentewapens hebben overeenkomsten met het wapen van Ilpendam:

Het wapen van het baljuwschap Blois
Het wapen van Beverwijk
Het wapen van Koog aan de Zaan
Het wapen van Krommenie
Het wapen van Limmen
Het wapen van Uitgeest
Het wapen van Westzaan
Het wapen van Wormerveer
Het wapen van Zaandam
Het wapen van Zaandijk
Het wapen van Zaanstad